# Сухая Атьма

Сухая Атьма — река в России, протекает большей частью в Республике Мордовия (частично в Нижегородской области). Устье реки находится в 30 км по левому берегу реки Большая Атьма. Длина реки составляет 16 км, площадь водосборного бассейна 68 км².
Исток реки в Старошайговском районе в лесу в 12 км к востоку от села Мельцаны неподалёку от границы Нижегородской области. Вскоре после истока перетекает в Лямбирский район. Река течёт на северо-восток и восток, протекает деревню Языково, посёлок Дальний, село Николаевка. На реке несколько плотин и небольших запруд. Впадает в Большую Атьму ниже села Николаевка. На последних километрах течения образует границу между Мордовией и Нижегородской областью.

## Данные водного реестра
По данным государственного водного реестра России относится к Верхневолжскому бассейновому округу, водохозяйственный участок реки — Алатырь от истока и до устья, речной подбассейн реки — Сура. Речной бассейн реки — (Верхняя) Волга до Куйбышевского водохранилища (без бассейна Оки).
По данным геоинформационной системы водохозяйственного районирования территории РФ, подготовленной Федеральным агентством водных ресурсов:
- Код водного объекта в государственном водном реестре — 08010500212110000038536
- Код по гидрологической изученности (ГИ) — 110003853
- Код бассейна — 08.01.05.002
- Номер тома по ГИ — 10
- Выпуск по ГИ — 0